# Indiska annekteringen av Goa
Indiska annekteringen av Goa (också kallad Invasionen av Goa, Befrielsen av Goa av indiska styrkor, och Portugisiska Indiens fall), var en militär insats av Indiens väpnade styrkor som avslutade Portugals styre av dess exklaver i Indien 1961. Den väpnade insatsen, med kodnamnet Operation Vijay (hindi: ऑपरेशन विजय, "Operation Victory") av den indiska regeringen, involverade luft, sjö och markattacker i över 36 timmar, och var en avgörande seger för Indien som avslutade 451 år av portugisiskt utomeuropeiskt provinsstyre i Goa. 22 indier och 30 portugiser dödades i striderna. Den korta konflikten drog en blandning av världsomspännande beröm och fördömande. I Indien har insatsen setts som en befrielse av ett historiskt indiskt territorium genom geografisk närhet, medan Portugal har sett det som ett angrepp på nationell mark och dess medborgare.